# Єреванський театр імені Мгера Мкртчяна
Єреванський театр імені Мгера Мкртчяна (вірм. Երևանի Մհեր Մկրտչյան արտիստական թատրոն) — установа культури міста Єревана. Адреса: вул. Мовсеса Хоренаці, 18. Названий іменем творця, народного артиста СРСР Мгера (Фрунзе) Мкртчяна (1930—1993).

## Історія

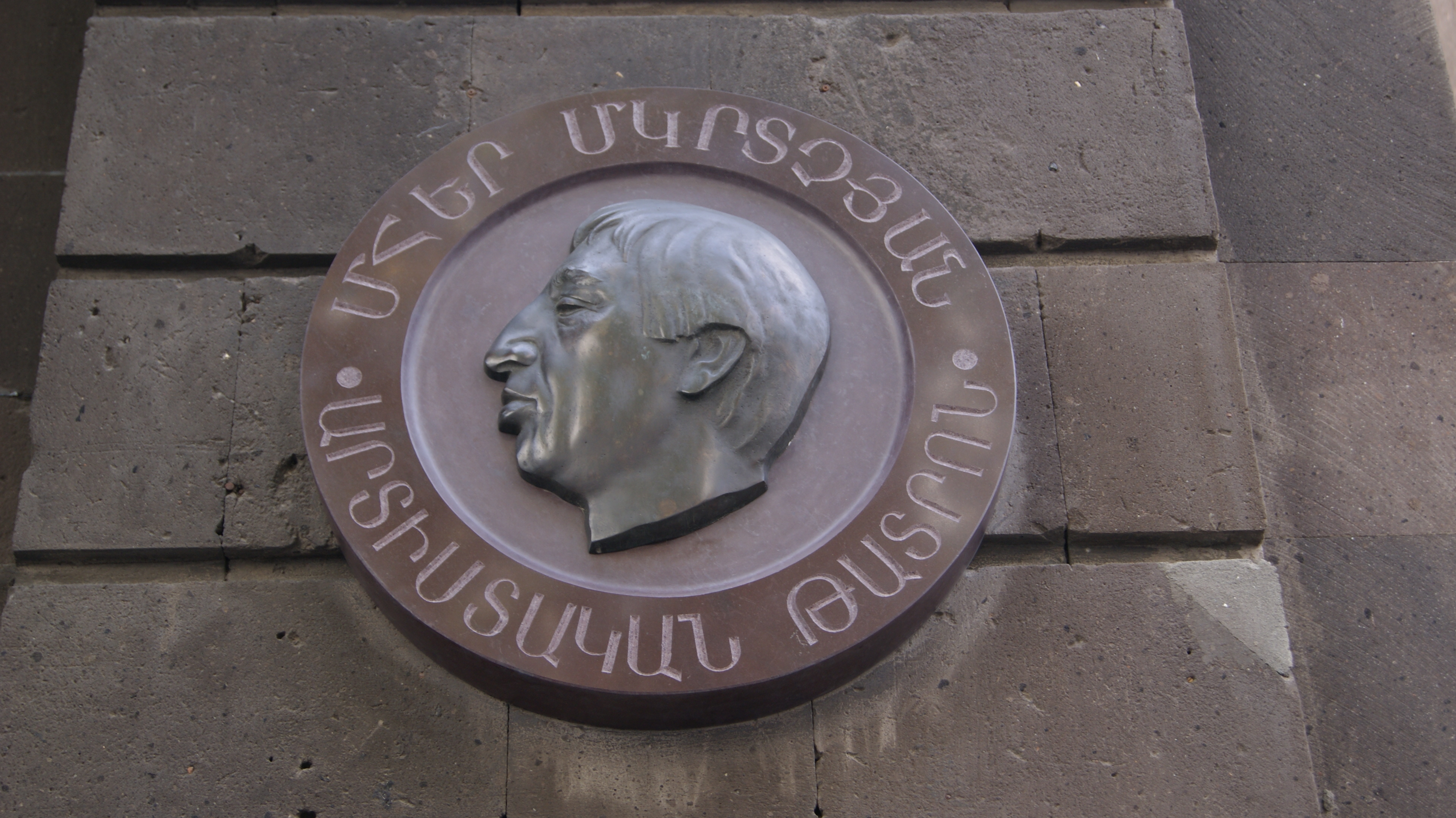
Меморіальна дошка Ф. Мкртчяну на фасаді театру

Створенням театру Ф. Мкртчян займався в останні роки свого життя.
За особливим рішенням уряду Вірменської РСР для театру надана будівля єреванського Будинку торгівлі.
Заснований ним театр Мкртчян назвав ім'ям свого вчителя Вардана Аджемяна, а після присвоєння імені Аджемяна Державному театру Гюмрі, перейменував у «Артистичний» (за задумом Мкртчяна в новому театрі повинні служити молоді, з різних причин позбавлені можливості працювати в інших театрах, актори). Мгер Мкртчян керував театром менше року і встиг поставити у своєму театрі дві вистави — «Казар йде на війну» Ж. Арутюняна і драму «Дружина пекаря» М. Паньоля.
Після смерті Мкртчяна в 1993 році театр очолила його вдова Тамара Оганесян, а після її від'їзду з Вірменії театр кілька років не діяв.
З 2000 по 2018 рік художній керівник Альберт Мушегович Мкртчян
На будівлі театру — меморіальна дошка із зображенням профілю Фрунзіка Мкртчяна.

## Трупа
У трупі 20 акторів у віці 35-40 років, у постановках зайняті також запрошені актори, запрошуються і режисери-постановники.
- заслужений артист РА Лала Мнацаканян;
- заслужений артист РА Анаїт Кочарян;
- Айк Саркісян;
- Арсен Григорян;
- Каріне Сафарян;
- Нанор Петросян;
- Кнарік Закарян;
- Ліана Адамян.

## Репертуар
- 2004 «Любовна відповідь сидить в кріслі чоловікові» Габріель Гарсіа Маркес
- 2009 «Філумена Мартурано» Едуардо де Філіппо